# Leuchtfeuer Blankeck
Das Leuchtfeuer Blankeck steht auf dem Truppenübungsplatz Putlos, an der Grenze zum Campingplatz Blankeck. Es zeigt als Warnfeuer die Sperrzeiten für die Schießgebiete in der Kieler Bucht an.

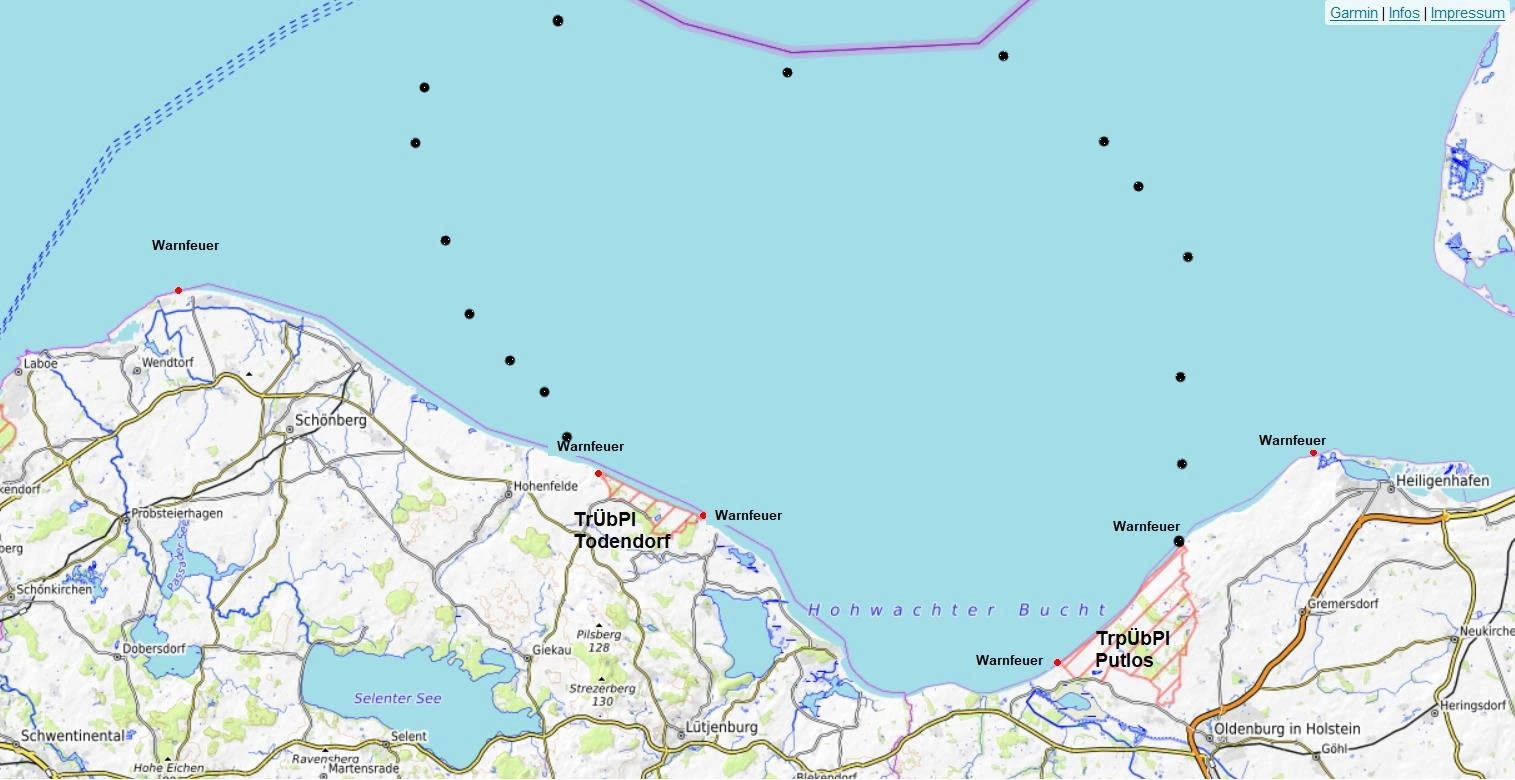
Lage der Warnfeuer an der Küste der Hohwachter Bucht

Der 1986 errichtete weiße Betonturm mit rotem Laternenhaus, Galerie und rundem Flachdach zeigt lichtstarke Blitze, wenn vom Truppenübungsplatz Putlos und Truppenübungsplatz Todendorf auf Luft- und Seeziele geschossen wird. Die roten (Putlos) und gelben (Todendorf) Lichtsignale werden von 400 Watt starken Halogenmetalldampflampen erzeugt. Neben dem Turm steht ein zweigeschossiges Gebäude, das zur optischen und Radarüberwachung des Warngebietes genutzt wird.
Das Leuchtfeuer Blankeck gehört zu einer Kette von insgesamt sechs Warnfeuern in diesem Gebiet in der Kieler Bucht. Es sind von Ost nach West: Leuchtfeuer Heiligenhafen, Leuchtfeuer Blankeck, Leuchtfeuer Wessek, Leuchtturm Neuland, Leuchtfeuer Hubertsberg und Leuchtfeuer Heidkate.